# Saserna
Saserna is een geslacht van vlinders van de familie spinneruilen (Erebidae), uit de onderfamilie Calpinae.

## Soorten
- S. antias Druce, 1891
- S. arbuscula Druce, 1891
- S. distincta Schaus, 1900
- S. glycera Schaus, 1914
- S. grynia Dognin, 1912
- S. irrorata Schaus, 1912
- S. scissilinea Walker, 1862